# 1910 en bande dessinée
| Années de la bande dessinée : 1907 - 1908 - 1909 - 1910 - 1911 - 1912 - 1913    |
| Décennies de la bande dessinée : 1880 - 1890 - 1900 - 1910 - 1920 - 1930 - 1940 |

Cet article présente les faits marquants de l'année 1910 en bande dessinée.

## Évènements
- Début de la publication de The Dingbat Family, un comic-strip de George Herriman.
- 22 mai : Premier numéro de l'hebdomadaire illustré L'Intrépide

## Nouveaux albums
Voir aussi : Albums de bande dessinée sortis en 1910
| Sortie | Titre       | Scénariste | Dessinateur | Coloriste | Éditeur |
| ------ | ----------- | ---------- | ----------- | --------- | ------- |
| ?      | à compléter |            |             |           |         |
| ?      | …           |            |             |           |         |

## Naissances
- 4 mai : Bela Zaboly, auteur de comic strips
- 15 mai : Russell Keaton, auteur de comic strips
- 9 juin : C. C. Beck, auteur de comics, cocréateur de Captain Marvel
- 17 juin : Raymond Poïvet
- 29 octobre : Chase Craig, dessinateur, scénariste et rédacteur en chef de comics
- José Peñarroya (es)